# Gora Berëzkinyh
Gora Berëzkinyh (englische Transkription von russisch Гора Берёзкиных Gora Berjoskinych) ist ein Hügel im ostantarktischen Königin-Maud-Land. Er ragt im südlichen Teil des Alexander-von-Humboldt-Gebirges auf.
Russische Wissenschaftler benannten ihn. Der weitere Benennungshintergrund ist nicht hinterlegt.